# Nolana patula
Nolana patula är en potatisväxtart som först beskrevs av Rodolfo Amando Philippi, och fick sitt nu gällande namn av Mesa och Michael O. Dillon. Nolana patula ingår i släktet cymbalblommor, och familjen potatisväxter. Inga underarter finns listade i Catalogue of Life.